# 716
716（七百十六、ななひゃくじゅうろく）は自然数、また整数において、715の次で717の前の数である。

## 性質
- 716は合成数であり、約数は 1, 2, 4, 179, 358, 716 である。
  - 約数の和は1260。
- 7162 + 1 = 512657であり、n2 + 1 の形で素数を生む91番目の数である。1つ前は714、次は740。(オンライン整数列大辞典の数列 A005574)
- 各位の和が14になる56番目の数である。1つ前は707、次は725。
- 各位の積が各位の和の3倍になる17番目の数である。1つ前は671、次は761。(オンライン整数列大辞典の数列 A062035)
- 716 = 22 + 62 + 262 = 62 + 142 + 222 = 142 + 142 + 182
  - 3つの平方数の和3通りで表せる103番目の数である。1つ前は707、次は718。(オンライン整数列大辞典の数列 A025323)
  - 716 = 22 + 62 + 262 = 62 + 142 + 222
    - 異なる3つの平方数の和2通りで表せる139番目の数である。1つ前は715、次は724。(オンライン整数列大辞典の数列 A025340)

## その他 716 に関連すること
- 西暦716年
- 紀元前716年
- ISO 3166-3の国名コード番号716は、ジンバブエ。
- 国鉄モハ716形電車
- ソルトレイクシティ (USS Salt Lake city, SNN-716) は、アメリカ海軍のロサンゼルス級原子力潜水艦。